# List Apostołów
List Apostołów – apokryf Nowego Testamentu. Ze względu na różnorodność treści istnieją spory co do klasyfikacji gatunkowej tekstu, gdyż zawiera on elementy listu, logionu i ewangelii.

## Odkrycie
Pierwszy fragment Listu Apostołów, będący uszkodzonym rękopisem koptyjskim z IV-V wieku odnalazł w 1895 C.Schmidt. W 1908 na pochodzącym z V-VI wieku palimpseście odkryto łaciński tekst Epistula Apostolorum, który okazał się tym samym tekstem co koptyjski rękopis Schmidta.
W 1962 P.Varnovermeire udowodnił, że rozpoczynające tekst słowa Księga, którą Jezus Chrystus objawił swoim Uczniom stanowią pierwotny jego tytuł.

## Treść
List Apostołów najprawdopodobniej powstał pomiędzy 160 i 180 rokiem. Oryginalny, niezachowany tekst spisany był w języku greckim. Miejscem powstania utworu był Egipt lub Syria.
Utwór składa się z trzech części:
- rozdziały 1-11 – świadectwo apostołów o bóstwie Jezusa i streszczenie jego życia.
- rozdziały 12-50 – rozmowy Jezusa z uczniami po zmartwychwstaniu
- rozdział 51 – opis wniebowstąpienia

List Apostołów jest wyraźnie skierowany przeciwko gnostycyzmowi. Głównymi adwersarzami utworu byli zapewne Szymon Mag i Cerynt, którzy są wymienieni w tekście. Tekst zawiera bardzo dużą liczbę cytatów z Biblii i podkreśla jedność Starego i Nowego Testamentu. Wielokrotne, wyraziste podkreślanie realności ciała Chrystusa wskazuje, że tekst wymierzony był w doketów.